# Бранки (Сондрио)
Бранки је насеље у Италији у округу Сондрио, региону Ломбардија.
Према процени из 2011. у насељу је живело 60 становника. Насеље се налази на надморској висини од 700 м.